# Bennetot
Bennetot – miejscowość i gmina we Francji, w regionie Normandia, w departamencie Sekwana Nadmorska. W 2013 roku populacja gminy wynosiła 185 mieszkańców. 
W dniu 1 stycznia 2017 roku z połączenia siedmiu ówczesnych gmin – Auzouville-Auberbosc, Bennetot, Bermonville, Fauville-en-Caux, Ricarville, Saint-Pierre-Lavis oraz Sainte-Marguerite-sur-Fauville – utworzono nową gminę Terres-de-Caux. Siedzibą gminy została miejscowość Fauville-en-Caux. 